# Type-Zero System
Le Type-Zero System également appelé Taito Type-Zero (ou Type-Zero) est un système de jeux vidéo pour borne d'arcade développé par la société japonaise Taito en 1998. L'objectif pour Taito était de rivaliser à l'époque avec Sega et son Model 3.

## Description
Le Type-Zero System est un système d'arcade qui comporte 2 PCB (une PCB vidéo et une PCB système/processeur) et une carte filtre ; elles sont logées dans une boite en fer. Le jeu est stocké sur un disque dur. Pour changer de jeu (de disque dur) sur un système Type-Zero System, il faut changer le disque mais également une petite PCB (adaptateur IDE/SATA), ce qui sert ni plus ni moins de protection, de dongle. Le système possède une connexion LAN pour permettre le branchement en réseau de plusieurs Type-Zero System.
L'objectif pour Taito était à l'époque de rivaliser avec le Model 3 de Sega. De plus, le processeur principal est le même sur les deux systèmes.
La sortie des jeux sur ce système s'est étalée de 1999 à 2002.

## Spécifications techniques
- Processeur principal : PowerPC 603e à 100 MHz
- Processeur Graphique : Taito TCG020AGP
- Processeur son : MN1020819DA
- Chipset son : ZOOM ZSG-2
- DSP : ZOOM ZFX-2
- Processeur I/O board : TMP95C063F
- LAN : IEEE 1394
- Média : Disque dur

## Liste des jeux
| Titre                  | Développeur                         | Éditeur | Système          | Genre | Date |
| ---------------------- | ----------------------------------- | ------- | ---------------- | ----- | ---- |
| Battle Gear            | Taito                               | Taito   | Type-Zero System |       | 1999 |
| Battle Gear 2          | Taito                               | Taito   | Type-Zero System |       | 2000 |
| Densha de Go! 3        | Taito                               | Taito   | Type-Zero System |       | 1999 |
| Ganbare Untenshi!!     | Taito                               | Taito   | Type-Zero System |       | 2000 |
| Landing High Japan     | Taito                               | Taito   | Type-Zero System |       | 1999 |
| Power Shovel Simulator | Taito en collaboration avec Komatsu | Taito   | Type-Zero System |       | 1999 |
| Raizin Ping Pong       | Taito                               | Taito   | Type-Zero System |       | 2002 |
| Stunt Typhoon          | Taito                               | Taito   | Type-Zero System |       | 2000 |
| Stunt Typhoon Plus     | Taito                               | Taito   | Type-Zero System |       | 2001 |